# Pedro Quevedo
Pour les articles homonymes, voir Quevedo.
Pedro Quevedo Iturbe, né le 11 mars 1956, est un homme politique espagnol membre de Nouvelles Canaries (NC).
Il est élu député de la circonscription de Las Palmas lors des élections générales de novembre 2011.

## Biographie

### Vie privée
Né à Caracas en 1956 après l'installation de ses parents au Venezuela, la famille rentre en Espagne à la suite d'une série de séquestrations d'enfants. Il partage alors son enfance et son adolescence entre le Pays basque de sa mère et les îles Canaries de son père. Il est marié.

### Études et profession
Débutant ses études supérieures à l'université du Pays basque, il achève sa licence en médecine et chirurgie en 1981 à l'université de La Laguna, puis sa thèse en 1986. Il finalise ses études avec un doctorat en microbiologie clinique et un master en direction et gestion sanitaire.
Médecin de premiers secours du service canarien de la Santé (SCS), il enseigne la santé publique à partir de 1994 en tant que professeur associé de la faculté des Sciences cliniques de l'université de Las Palmas de Gran Canaria. Entre 1983 et 1997, il est le secrétaire général du Collège officiel des médecins de Las Palmas.

### Étape politique régionale
Il participe, dès son parcours universitaire, à la fondation de Pueblo Canario Unida et est lié à des organisations progressistes nationalistes. Ainsi, il fonde le Syndicat canarien de la santé ainsi que l'Organisation canarienne pour la défense de la santé. Il a également été président de l'Association des médecins intérimaires des îles Canaries et de l'association Foro Bentayga.
En 1993, il intègre la Coalition canarienne (CC) et participe à l'établissement de la formation sur l'île de Grande Canarie. Il occupe alors les fonctions de responsable du domaine de la santé. En février 2001, il est nommé porte-parole du gouvernement des Canaries par son président Román Rodríguez avec rang de vice-conseiller. Il abandonne son poste en 2003 lorsqu'il est élu député au Parlement des Canaries pour la circonscription de Grande Canarie. Il siège à la commission des Affaires européennes et internationales, à celle de l'Économie et du Commerce, à celle de l'industrie, de l'Énergie et des Nouvelles technologies, à celle des Travaux publics, du Logement et des Eaux ainsi qu'à celle du Règlement, présidée par le conservateur Gabriel Mato. Bien qu'ayant été directeur de campagne de la Coalition canarienne pour les élections générales de mars 2004, il suit Román Rodríguez lorsque celui-ci fait scission et crée son propre parti — Nouvelles Canaries — en février 2005.
Lors des élections locales de mai 2007, il est élu membre du cabildo insulaire de Grande Canarie sur la liste de Rodríguez avec deux autres collègues. Une fois José Manuel Soria évincé par le biais d'une motion de censure et le socialiste José Miguel Pérez García investi président de l'institution, Pedro Quevedo est désigné conseiller à la Politique sociale et sociosanitaire en vertu d'un pacte entre le PSOE et NC. Après avoir accompli un mandat, il est élu conseiller municipal de Las Palmas de Gran Canaria lors des élections municipales de mai 2011.

### Député national
En vue des élections générales de novembre 2011, Nouvelles Canaries et Coalition canarienne choisissent de concourir ensemble et d'investir Ana Oramas (CC) comme chef de file dans la circonscription de Santa Cruz de Tenerife et Pedro Quevedo dans celle de Las Palmas. Avec 53 329 voix et le soutien de 11,3 % des suffrages exprimés, la liste remporte un des huit mandats en jeu et Quevedo se retrouve élu au Congrès des députés. Membre de la commission des Budgets et de la commission bicamérale chargée des Relations avec le Défenseur du peuple, il est le porte-parole du groupe mixte à la commission de l'Industrie, de l'Énergie et du Tourisme. Lors des élections générales de décembre 2015, il est réélu sur une liste de coalition avec le Parti socialiste ouvrier espagnol, conduite par Sebastián Franquis. Durant la brève législature, il exerce les responsabilités de porte-parole titulaire à la commission de la Santé et des Services sociaux et à la commission de l'Étude du changement climatique. Il conserve son mandat au terme du scrutin anticipé de juin 2016 ainsi qu'à la commission de la Santé. Devenu adjoint à la commission de l'Économie, de l'Industrie et de la Compétitivité, il intègre la députation permanente à titre supplétif.

### «Député 176»
Dès les premiers instants de la douzième législature, il est présenté comme le « député 176 » ; c'est-à-dire qu'il a la faculté d'incliner la balance dans un sens comme dans l'autre du fait de l'arithmétique parlementaire particulière. En votant pour l'investiture de Mariano Rajoy, il peut ainsi permettre aux socialistes de voter en bloc contre celle-ci et ne pas rompre leur promesse de campagne. Cette hypothèse est néanmoins réfutée en octobre 2016 puisque ce sont les socialistes qui s'abstiennent majoritairement après la signature d'un accord entre Ciudadanos et le PP.
Au cours de la première quinzaine du mois de mai 2017, son nom est proposé par le Parti populaire pour présider la commission d'enquête relative à l'étude du financement présumé illégal du PP. Le vote favorable du PSOE permet son élection lors de la séance constitutive de la commission le 11 mai. Parallèlement, il soutient les motions de rejet préalable déposées par l'opposition sur le budget de 2017 présenté par l'exécutif de Rajoy. Ces motions sont automatiquement rejetées après la répétition de trois votes ayant débouchés sur une égalité. Cependant, le vote favorable d'une majorité absolue de 176 députés sur l'ensemble des titres et sections du projet de loi budgétaire est indispensable pour adopter définitivement le projet. Quevedo et NC entament alors une phase de négociations contre-la-montre avec le président du gouvernement et la vice-présidente Soraya Sáenz de Santamaría afin de débloquer la réforme électorale prévue dans le nouveau statut d'autonomie des îles Canaries et la réforme du financement des communautés autonomes tenant compte de l'éloignement des îles Canaries de la métropole. Il demande également des investissements à hauteur de 500 millions d'euros pour l'archipel. La négociation s'achève le 27 mai suivant par la signature d'un accord comprenant près de 240 millions d'euros en investissement et le non-blocage de la réforme du statut d'autonomie par le PP. Quevedo obtient également une bonification de 75 % sur les billets de bateaux et avions pour les voyages inter-îles de passagers et une bonification de 100 % pour les transports de marchandises ainsi qu'un plan d'aides pour l'extraction d'eaux devant profiter aux agriculteurs. Cet appui critiqué par certains cadres socialistes est toutefois nuancé par le porte-parole José Luis Ábalos qui indique que l'accord signé entre les deux formations prévoit le vote favorable de NC à l'investiture de Sánchez à la présidence du gouvernement mais une « totale autonomie » dans le fonctionnement des deux partis. Un même accord est conclu entre le gouvernement et NC lors de l'examen du projet de loi budgétaire pour 2018 en mai 2018,. Le parti nationaliste obtient ainsi une bonification de 75 % sur les transports entre la métropole et les îles Canaries, Baléares ainsi que les enclaves de Ceuta et Melilla.
Le 1er juin 2018, lors du vote de la motion de censure contre Mariano Rajoy, il annonce son soutien au secrétaire général du PSOE Pedro Sánchez si ce dernier conserve le budget voté par l'exécutif de Rajoy.